# Tanon (Papar)
Tanon is een bestuurslaag in het regentschap Kediri van de provincie Oost-Java, Indonesië. Tanon telt 2911 inwoners (volkstelling 2010).